# Juan M. Velázquez
Juan Manuel Velázquez Gardeta, más conocido como Juan M. Velázquez (San Sebastián, 22 de diciembre de 1964), es un escritor español.

## Biografía
Profesor de Derecho Internacional Privado en la Universidad del País Vasco (UPV/EHU), ha colaborado también con Teledonosti  como periodista en distintos programas. Sus primeros relatos aparecen en la revista literaria Bart y en la revista electrónica especializada en novela negra o policíaca en general La gangsterera.
En 2006, la editorial Erein publica su primer libro, Secundarios de lujo, que recoge algunos de estos cuentos además de otros aún inéditos hasta un total de dieciocho, y cuenta con una reseña en la contraportada del poeta Karmelo C. Iribarren, gran conocedor de la serie negra. Tanto por los ambientes retratados como por su estructura, algunos comentarios emparentan estas historias con las de maestros de la narración breve como Raymond Carver o Ernest Hemingway y él mismo cita como escritores a los que admira a John Cheever, Antón Chéjov o Francis Scott Fitzgerald, pero naturalmente las referencias más evidentes son a los autores clásicos y no tan clásicos del género (Hammett, Chandler, Goodis, Himes, Sallis, Simenon y otros).
Esta primera obra es ya relacionada con el realismo sucio por ocuparse de personajes sin importancia (algo que subraya el título) y centrarse en el horror que acecha tras lo cotidiano. Los relatos más celebrados son El último trayecto y Cuento de Navidad, así como Pobres diablos, un intento de desarrollar narrativamente el poema de Karmelo C. Iribarren del mismo título.
En 2010 aparece Hombres sin suerte, su primera novela, ambientada en San Sebastián en el año 2006, lo que contrasta con la mayoría de sus relatos en los que la acción transcurre en lugares y tiempos indeterminados. La escritora Itziar Mínguez Arnáiz dice, sobre su visión de esta localidad, "(...) nos muestra algo más que la postal perfecta que es la ciudad; y es de agradecer. (...) Por fin sé que la ciudad es gris y puede ser fea, como todas las ciudades. Qué alivio".
Pero San Sebastián, la penúltima tregua de E.T.A., las incesantes declaraciones de los políticos y el concierto por la paz en la playa de La Zurriola son sólo el escenario donde se desarrolla la historia de tres perdedores de generaciones y procedencias muy distintas, aunque ofrece también, según Alberto Moyano, "un retrato duro de la vida social de la ciudad, en la que las miserias se viven de puertas para adentro".
Publicada en 2012, Algo que nunca debió pasar, su segunda novela, está localizada en esa misma población pero en ella el conflicto vasco es algo más que el telón de fondo. De hecho, retrata el ambiente de los últimos años setenta y primeros ochenta, entre atentados de E.T.A., manifestaciones duramente reprimidas y mercenarios del G.A.L., pero también guerrilleros de Cristo Rey, personalidades singulares como Gabriel Celaya y contrabando de tabaco.
Para esta historia recupera a Ramiro, el personaje que protagoniza los tres últimos relatos de su primer libro, Secundarios de lujo. Se trata de un expolicía, aquí llamado Ramírez, que regresa al País Vasco, donde había estado destinado veinte años antes. Las reseñas sobre el libro destacan el tratamiento detallado de este personaje complejo y moralmente ambiguo, además de la dureza de los hechos relatados y la forma directa, nada complaciente, en que se narran.
En 2016, su siguiente obra, Algunos me llaman El Rubio, confirma ese gusto por el realismo más descarnado. En ella, abandonando el terreno de la ficción, relata la historia de José Juan Martínez Gómez, responsable de numerosos atracos entre los que destaca el que sufrió el Banco Central de Barcelona en 1981, a quien conoció en la presentación de una de sus novelas en la cárcel de Martutene. Lo hace en primera persona y salpicando la narración de "pequeñas reflexiones a vuelapluma sobre el amor, la profesión, el tiempo cambiante o la amistad", con la intención de mostrar, a través de las vivencias de este singular personaje, "una ‘cara B’ de la Transición y los años posteriores".

## Obra

### Relatos
- Secundarios de lujo, Erein, 2006

### Novela
- Hombres sin suerte, Eclipsados, 2010, reedición en Arte Activo, 2013
- Algo que nunca debió pasar, Arte Activo, 2012

### Biografía
- Algunos me llaman El Rubio, Arte Activo, 2016